# Paz de Riga

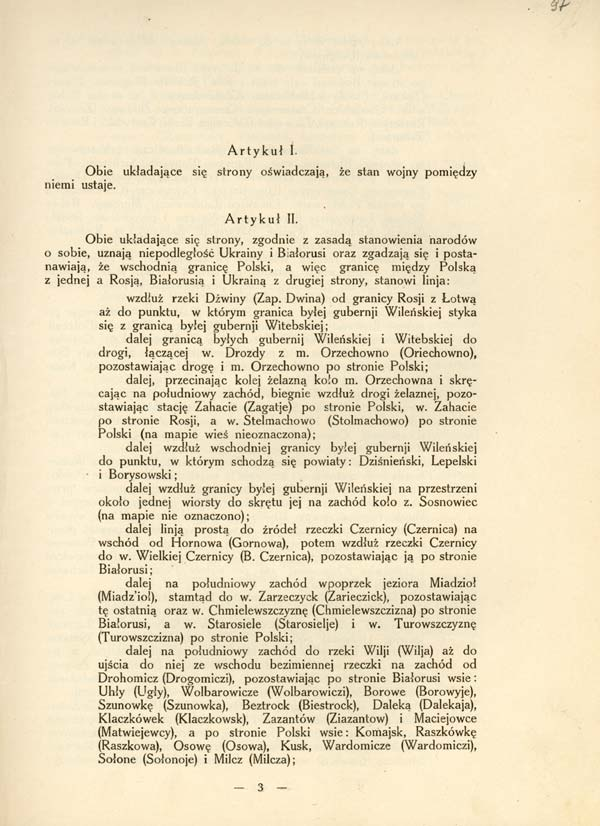
Segunda página do tratado, versão polaca

A Paz de Riga, também conhecida como Tratado de Riga, foi assinada em Riga em 18 de março de 1921, entre a Polônia, a Rússia Soviética (atuando também em nome de Belarus soviética) e a Ucrânia soviética. O tratado acabou com a guerra polaco-soviética. 
As fronteiras soviético-polacas estabelecidas pelo tratado permaneceram em vigor até a Segunda Guerra Mundial. Estas seriam mais tarde redesenhadas durante a Conferência de Yalta e a Conferência de Potsdam.[carece de fontes?]